# Ranger 3

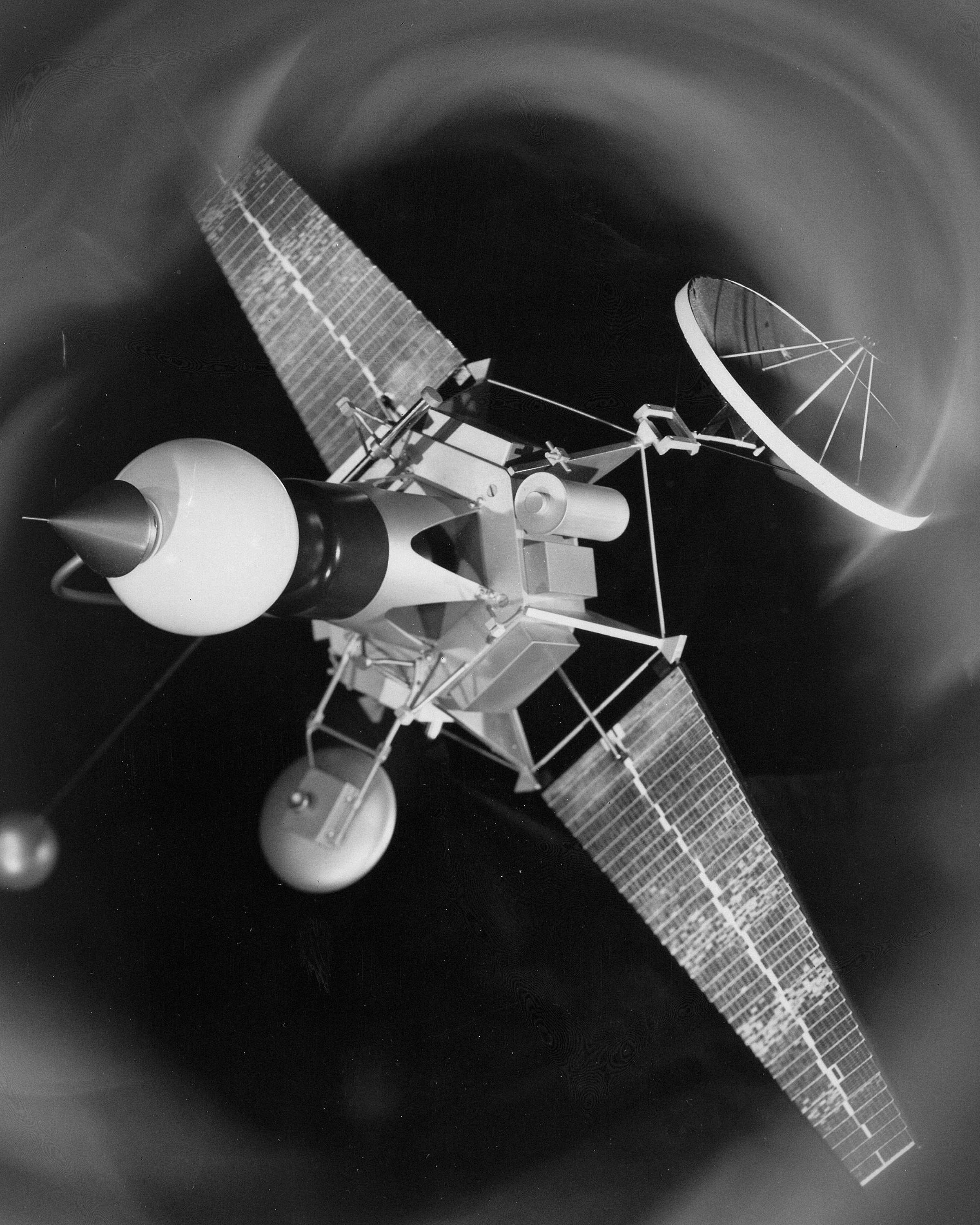
A sonda Ranger 3.

A Ranger 3, foi a terceira sonda do Programa Ranger. Lançada em 26 de janeiro de 1962, seu objetivo era:
transmitir fotos da superfície da Lua antes do impacto, além de outros experimentos.
Devido a problemas no veículo lançador, a sonda foi colocada numa órbita de tranferência lunar com velocidade muito alta.
Com isso, a sonda passou a 36.793 quilômetros de distância da Lua em 28 de janeiro.